# Türksat 1B
Türksat 1B era un satellite per telecomunicazioni. È stato il primo satellite turco lanciato con successo. 
Il satellite, con una massa al lancio di 1.770 Kg, è stato costruito dalla Aérospatiale per conto dell'azienda turca Türksat nell'ambito della serie di satelliti Türksat. Precedentemente era stato realizzato un altro satellite, il Türksat 1A, ma il lancio era fallito. Türksat 1B è stato lanciato con successo il 10 agosto 1994 dal Centro spaziale guyanese con un razzo vettore Ariane 4. Il satellite, posto in orbita geostazionaria, assicurava copertura all'intera Turchia, all'Europa centrale e all'Asia centrale e aveva una durata programmata di 12 anni. Türksat 1B non è più operativo, essendo stato disattivato nell’ottobre 2006.